# Provincia de Ziro
Ziro es una de las 45 provincias de Burkina Faso, su capital es Sapouy.

## Departamentos (población estimada a 1 de julio de 2018)
La provincia está dividida en tres departamentos:
- Bakata 39,084
- Bougnounou 29,413
- Cassou 58,193
- Dalo 14,442
- Gao 27,608
- Sapouy 93,278